# Tenrec musaranya de Nasolo
El tenrec musaranya de Nasolo (Microgale nasoloi) és una espècie de tenrec musaranya endèmica de Madagascar. Els seus hàbitats naturals són els boscos secs tropicals o subtropicals i les montanes humides tropicals i subtropicals. Està amenaçat per la pèrdua d'hàbitat.